# Maggia (rivière)
 (août 2025).
Pour les articles homonymes, voir Maggia.
La Maggia est une rivière du canton du Tessin en Suisse, et un affluent du Tessin donc un sous-affluent du Pô. Elle traverse la vallée du même nom, également appelée Vallemaggia.

## Géographie
La Maggia naît près du Passo di Naret et se jette dans le lac Majeur à l'ouest de Locarno, en formant un imposant delta. D'une longueur de 56 kilomètres, elle arrose une grande partie des Alpes tessinoises. Son débit est utilisé pour la production d'énergie hydroélectrique. En moyenne annuelle, l'eau de la Maggia produit 1 265 GWh. 
Les eaux cristallines de la Maggia attirent en été de nombreux baigneurs et plongeurs. Les brusques variations de son débit en font toutefois une rivière dangereuse.

## Galerie

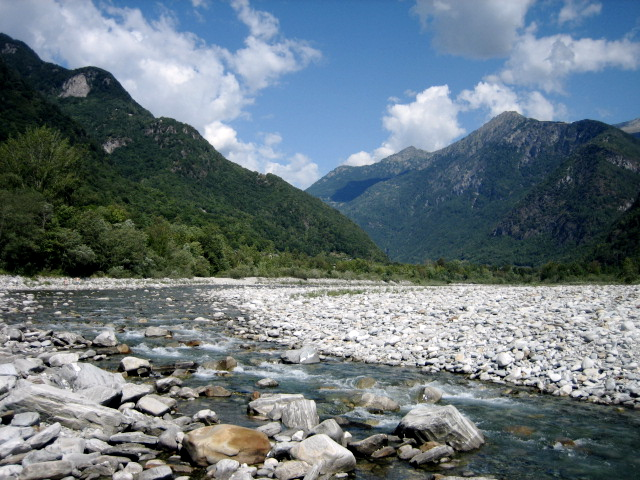
À Lodano.
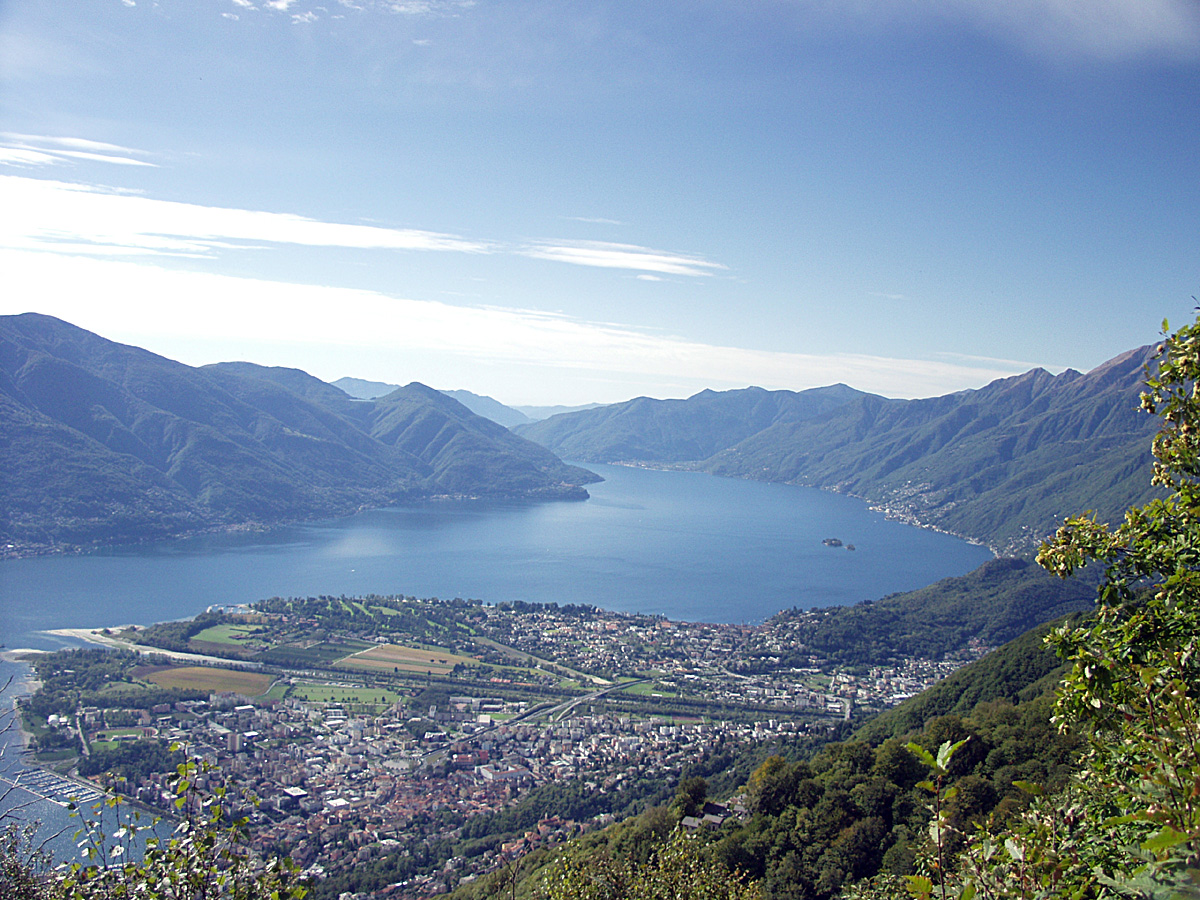
L'embouchure de la Maggia, entre Locarno, à gauche et Ascona, à droite.
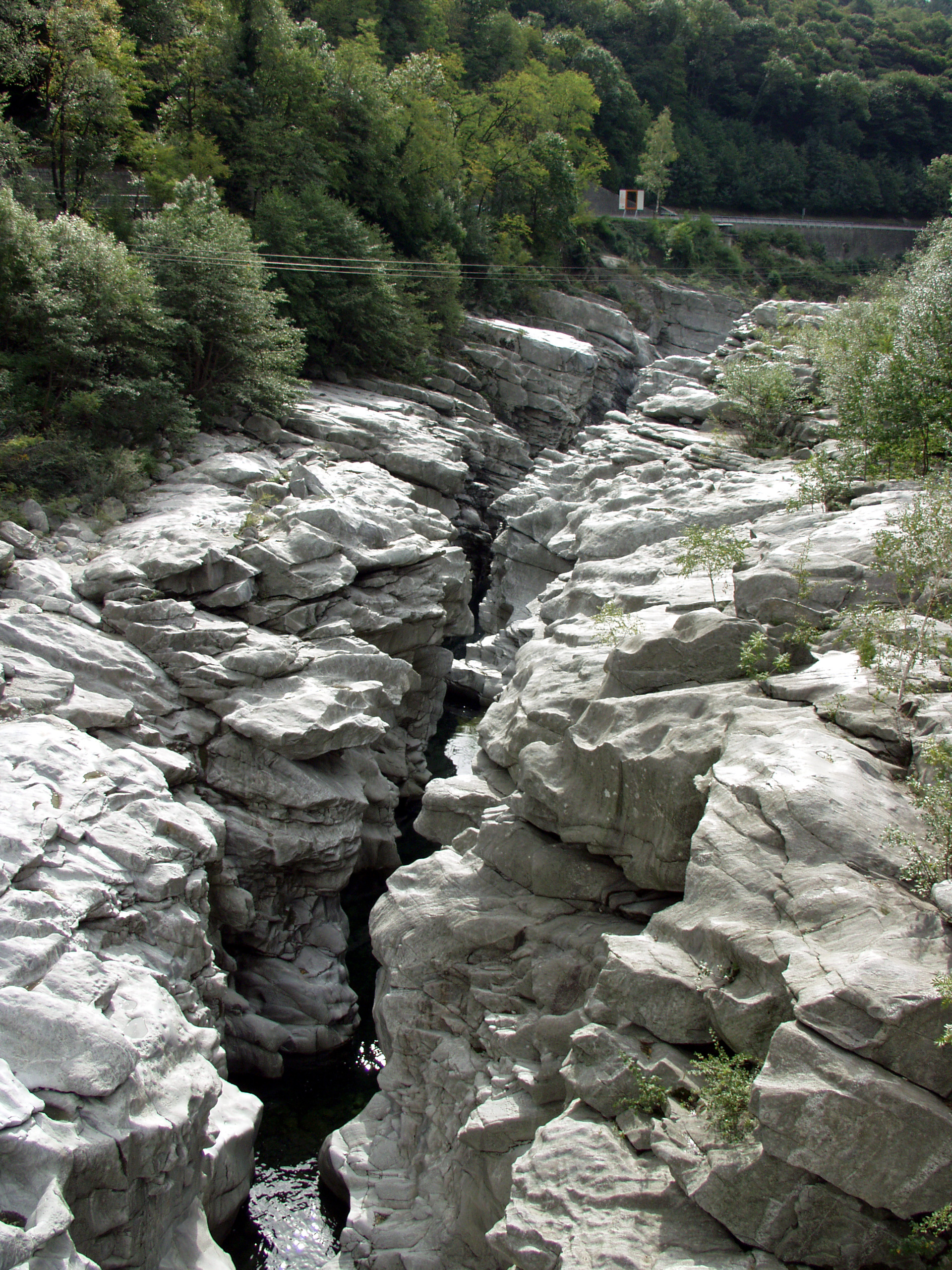
À Ponte Brolla.
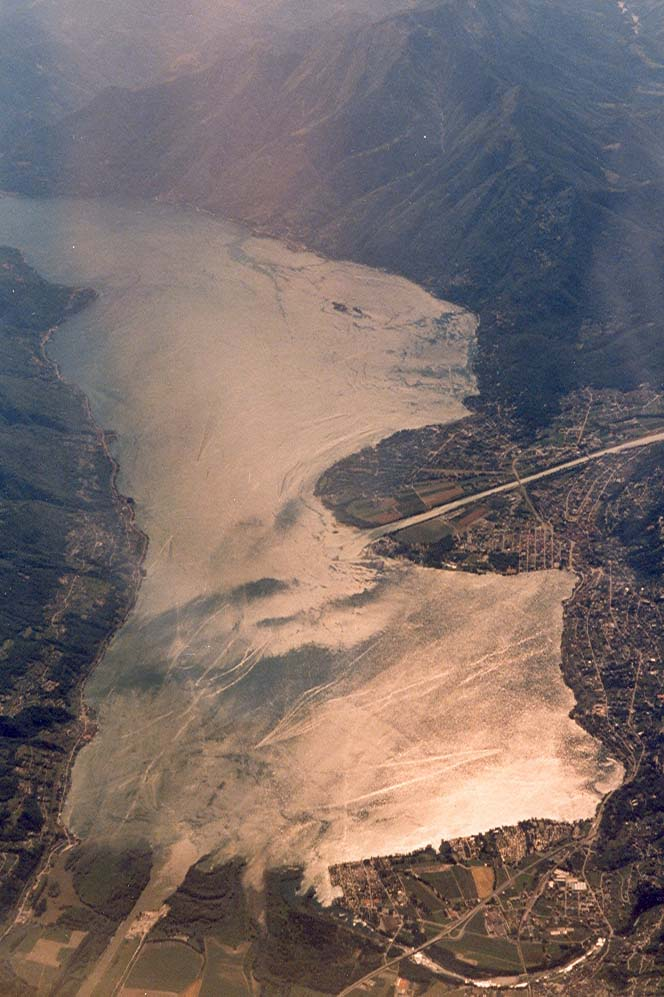
L'embouchure de la Maggia dans le lac Majeur.